# فالي دي أوكا
بلدية فالي دي أوكا (بالإسبانية: Valle de Oca)‏, هي إحدى بلديات مقاطعة برغش, التي تقع في منطقة قشتالة وليون, والتي تقع في شمال غرب إسبانيا.
يبلغ عدد سكانها 231 نسمة وفقاً لإحصائية سنة (2002).